# Death Race 2
Pour les articles homonymes, voir Death Race.
Série Death Race
Course à la mort
(2008) Death Race: Inferno
(2013)
Pour plus de détails, voir Fiche technique et Distribution.
Death Race 2 ou Course à la mort 2 au Québec est un film germano-sud-africain de Roel Reiné, sorti directement en vidéo en 2011. C'est une préquelle du film Course à la mort (Death Race) sorti en 2008 et lui-même remake de La Course à la mort de l'an 2000 sorti en 1975.
Le film se déroule dans un futur proche. L'économie américaine a sombré dans le chaos. La violence est rapidement devenue ingérable. Pour contrôler et contenir la criminalité, un réseau de prisons privées a été créé. Mais les criminels les plus endurcis, les chefs de gang et les sociopathes y font cependant régner leurs lois par la terreur. La plus dangereuse de toutes est l'île-prison Terminal Island. Carl Lucas, condamné à perpétuité pour le meurtre d'un policier lors d'un braquage, s'apprête à y purger sa peine. Pour retrouver la liberté, il va devoir participer à la plus terrible course à la mort. Il va devoir y survivre car tous les coups sont permis.

## Synopsis
Le conducteur d'escapade Carl "Luke" Lucas tente de braquer une banque pour son chef du crime Markus Kane. Lors du vol, deux policiers entrent par hasard dans le bâtiment. Luke dit alors à ses complices d'abandonner, mais ils refusent ; Luke intervient, mais cela entraîne la mort de l'un des voleurs. Luke tue un officier et se débarrasse de ses complices pour réaliser les souhaits de Markus. Puis Luke est capturé à la suite d'une course-poursuite et condamné à la prison. Six mois plus tard, il est transféré à Terminal Island.
Cet endroit est une prison privée sous le contrôle de la Weyland Corporation, qui héberge le Death Match, une compétition télévisée à la carte où deux dangereux condamnés sont obligés de se battre jusqu'à la mort ou jusqu'à la soumission. Les prisonniers ont accès à des armes ou à des objets de défense à utiliser pendant le combat en marchant sur une plaque marquée dans l'arène. Luke rencontre les hommes qui finiront par devenir son équipe dans la Course de la mort : Lists, Goldberg et Rocco. L'hôte du Death Match est September Jones, une ancienne Miss Univers qui a perdu sa couronne en raison d'allégations d'avoir eu une relation sexuelle avec tous ses juges. Elle travaille maintenant pour Weyland Corp afin de générer des bénéfices grâce aux abonnés à la carte du Death Match.
Luke est approché sous les douches par September, qui lui propose de se battre. Lorsqu'il refuse, elle lui fait des avances sexuelles, qu'il fait semblant d'accepter avant de refuser. En représailles, September choisit Lists pour se battre dans un Death Match avec le condamné Big Bill. Luke la confronte pendant que Lists court pour sauver sa vie pendant l'événement, le suppliant de le laisser se battre à la place de Lists. Elle refuse et il grimpe sur une clôture barbelée pour se battre à la place de Lists. Il est rejoint par Katrina Banks, qui sert de ring girl avec d'autres détenues. Elle frappe le condamné avec un tube en métal. Une émeute éclate lors de la bagarre entre Luke et le condamné déclenchée par des tensions raciales, car Luke est blanc et l'autre condamné est noir. Les condamnés brisent la clôture pour entrer et certains hommes tentent de violer les détenues. Katrina se défend et aide les autres femmes, qui sont ensuite évacuées. Lorsque les gardes interviennent, Luke se rend. Markus, inquiet que Luke échange des informations sur ses crimes pour l'immunité, découvre son emplacement à Terminal Island en regardant le Death Match. Par la suite, Luke est bien accueilli lorsqu'il voit Katrina et s'enquiert de son bien-être après le combat.
Markus met une prime d'un million de dollars sur la tête de Luke et convainc certains prisonniers de le tuer. Pendant ce temps, Jones propose un plan pour augmenter leurs profits en convertissant le Death Match en une Course de la mort, où les concurrents devront piloter des bolides pendant des jours pour gagner chaque match. Celui qui parvient à gagner cinq courses sera libéré de prison, ce qui était initialement attribué à l'idée de Weyland. Luke rejoint la course, au cours de laquelle d'autres prisonniers tentent de le tuer pour gagner la prime de Markus. Les détenues sont ramenées pour jouer le rôle de navigatrice pour chaque coureur, et Katrina est jumelée à Luke.
Après avoir remporté la première course, Luke est félicité par R. H. Weyland, le patron de Weyland International, et reçoit la visite de Katrina. Les deux partagent leurs sentiments l'un pour l'autre et ont des relations sexuelles passionnées. Plus tard, Katrina est amenée à Markus, qui lui offre la liberté si elle tue Luke dans les 48 heures.
Lors de la deuxième course, Luke intervient dans une altercation entre deux autres coureurs, et sauve 14K, qui est membre des Triades. En conséquence, 14K prétend être redevable à Luke. Plus tard dans la même course, Katrina prévient Luke que Markus lui a proposé d'acheter sa liberté si elle le tue. Ils découvrent soudainement que leur propre voiture a été sabotée par l'un des membres de l'équipage de Luke, alors il lui sauve la vie en l'éjectant de la voiture, qui s'écrase après avoir été touchée par un missile à tête chercheuse tiré par Big Bill (qui est ensuite assassiné par son navigateur après avoir accidentellement tué son équipe au stand); Katrina et l'équipe de Luke arrivent et tentent de le sauver, mais il est trop tard et tout le monde, y compris Markus, est amené à croire que Luke est mort. En réalité, il survit avec de nombreuses cicatrices au visage. Il rejoint la course en tant que nouveau "Frankenstein", avec un masque pour cacher son identité.
Alors que la dernière course commence, un assassin de la Triade, envoyé par 14K, attaque le manoir de Markus et exécute ce dernier en guise de faveur à Luke. Lists tue Rocco, membre de l'équipe au stand de Luke, qui a trafiqué la voiture de celui-ci, et Luke tue September en l'écrasant avec sa voiture, avant de s'enfuir avec les autres concurrents.

## Fiche technique
Sauf indication contraire, les informations mentionnées dans cette section peuvent être confirmées par la base de données cinématographiques IMDb,  présente dans la section « Liens externes ».
- Titre original et français : Death Race 2
- Titre français pour la télévision : La course à la mort 2[1]
- Titre québécois : Course à la mort 2
- Réalisation : Roel Reiné
- Scénario : Tony Giglio, d'après les personnages et une histoire de Paul W. S. Anderson
- Direction artistique : Andrew Orlando
- Décors : Johnny Breedt
- Photographie : John Mckay
- Montage : Radu Ion et Herman P. Koerts
- Musique : Paul Haslinger de Tangerine Dream
- Production : Paul W. S. Anderson, Jeremy Bolt (en), Mike Elliott, Alan Shearer (délégué) et Paula Wagner (déléguée)
- Sociétés de production : Moonlighting Films, Universal Pictures Productions GmbH et CC Capital Arts Entertainment SRL
- Société de distribution : Universal Studios Home Entertainment
- Budget : 14 millions de dollars
- Durée : 100 minutes
- Pays d'origine :  Allemagne,  Afrique du Sud
- Langue originale : anglais
- Genre : policier, action, science-fiction, thriller
- Dates de sortie en vidéo[1] :

 États-Unis : 18 janvier 2011
 France : 1er mars 2011
- Film déconseillé aux moins de 12 ans à la télévision.

## Distribution
- Luke Goss (VF : Xavier Béja ; VQ : Daniel Picard) : Carl « Luke » Lucas / Frankenstein
- Danny Trejo (VF : Marc Alfos ; VQ : Benoit Rousseau) : Golberg
- Lauren Cohan (VF : Sybille Tureau ; VQ : Mélanie Laberge) : September Jones
- Tanit Phoenix (VF : Hélène Bizot ; VQ : Camille Cyr-Desmarais) : Katrina Banks
- Robin Shou (VQ : Gilbert Lachance) : « 14k »
- Sean Bean (VF : Patrick Bethune ; VQ : Denis Roy) : Markus Kane
- Ving Rhames (VF : Said Amadis ; VQ : Stéphane Rivard) : Weyland
- Frederick Koehler (VQ : Gabriel Lessard) : Lists
- Patrick Lyster (VF : Michel Voletti ; VQ : Denis Gravereaux) : Warden Parks

 Source : VQ

## Production
Le tournage a lieu en février 2010, en Afrique du Sud, principalement au Cap.

## Accueil
Sur l'agrégateur américain Rotten Tomatoes, il récolte 17% d'opinions favorables pour 6 critiques et une note moyenne de 3,89⁄10.

## Voitures dans le film
| Voiture                            | Couleur                              | Conduite par | Condition / destin dans film                                        |
| Ford Mustang GT                    | Jaune avec bandes noires             | Carl Lucas   |                                                                     |
| Ford Mustang GT                    | Noir avec bandes rouges              | Carl Lucas   | Explosée par un missile à tête chercheuse                           |
| Dodge Ram                          | Métal                                | Big Bill     |                                                                     |
| Buick Riviera (1966)               | Métal                                | Xander       | Explosée par 14K (barils d'essence + briqué)                        |
| Porsche 911                        | Métal                                | 14K          |                                                                     |
| Pontiac Trans Am                   | Métal                                | Calin        | Détruite par le Minigun de Big Bill                                 |
| BMW E32                            | Métal                                | Hill Billy   | Explosée après être tombée dans un énorme puits                     |
| Chrysler 300C                      | Métal avec portières et coffre jaune | Scarface     | Explosée après une collision avec le Dodge Ram de Big Bill          |
| Jaguar XJS                         | Métal                                | Sheik        | Explosée après être rentrée dans une autre voiture puis dans un mur |
| Buick Riviera « Boat-Tail » (1972) | Métal                                | Apache       | Perforée à plusieurs endroits par un piège                          |
| Ford Mustang GT                    | Noir avec bandes rouges              | Frankenstein |                                                                     |

## Commentaires
- Markus Kane (Sean Bean) regarde un film qui n'est autre que le premier film de la franchise, La Course à la mort de l'an 2000 sorti en 1975[6].
- Le nom de la société Weyland Industries rappelle l'entreprise Weyland-Yutani dans l'Univers d'Alien[6].
- Le nom du personnage principal, Carl Lucas, renvoie au véritable nom du personnage de Marvel Comics, Luke Cage[6].

## Suite
Death Race 2 est suivie de Death Race: Inferno, sorti en vidéo en 2013. Plusieurs acteurs y reprennent leurs rôles, comme Luke Goss, Tanit Phoenix, Danny Trejo, Ving Rhames, Frederick Koehler ou encore Robin Shou.
Un 4e film, Death Race: Anarchy, sort en 2018. Il s'agit là d'une suite directe à Course à la mort (2008).